# Vertriebener (Bundesvertriebenengesetz)
Vertriebener ist im engeren Sinn ein Sammelbegriff für Personen deutscher Staats- oder Volkszugehörigkeit, die aus ihren Wohnsitzen in den früheren deutschen Ostgebieten oder in den Gebieten außerhalb der Grenzen des Deutschen Reiches von 1937 im Zusammenhang mit den Ereignissen des Zweiten Weltkriegs vertrieben wurden. Etwa so ist der Begriff in § 1 des Bundesvertriebenengesetzes (BVFG) definiert.
Er unterscheidet sich vom Begriff des Heimatvertriebenen, der in § 2 BVFG definiert ist und diejenigen Vertriebenen bezeichnet, die zur einst dort lebenden angestammten Bevölkerung gehören.
Im weiteren Sinn wird mit „Vertriebener“ jede Person bezeichnet, die ihr Wohn- oder Heimatgebiet zwangsweise verlassen musste.

## Definition
Das BVFG in seiner ursprünglich geltenden Fassung von 1953 definierte den Begriff wie folgt:
- Vertriebener ist, wer als deutscher Staatsangehöriger oder deutscher Volkszugehöriger seinen Wohnsitz in den ehemals unter fremder Verwaltung stehenden deutschen Ostgebieten oder in den Gebieten außerhalb der Grenzen des Deutschen Reiches nach dem Gebietsstande vom 31. Dezember 1937 hatte und diesen im Zusammenhang mit den Ereignissen des Zweiten Weltkrieges infolge Vertreibung, insbesondere durch Ausweisung oder Flucht, verloren hat. Bei mehrfachem Wohnsitz muss derjenige Wohnsitz verlorengegangen sein, der für die persönlichen Lebensverhältnisse des Betroffenen bestimmend war. Als bestimmender Wohnsitz im Sinne des Satzes 2 ist insbesondere der Wohnsitz anzusehen, an welchem die Familienangehörigen gewohnt haben.
- Vertriebener ist auch, wer als deutscher Staatsangehöriger oder deutscher Volkszugehöriger
  - nach dem 30. Januar 1933 wegen ihm drohender oder gegen ihn verübter nationalsozialistischer Gewaltmaßnahmen aufgrund der politischen Überzeugung, der Rasse, des Glaubens oder der Weltanschauung die genannten Gebiete verlassen und seinen Wohnsitz außerhalb des Deutschen Reichs genommen hat,
  - auf Grund der während des Zweiten Weltkrieges geschlossenen zwischenstaatlichen Verträge aus außerdeutschen Gebieten oder während des gleichen Zeitraumes auf Grund von Maßnahmen deutscher Dienststellen aus den von der deutschen Wehrmacht besetzten Gebieten umgesiedelt worden ist (Umsiedler),
  - nach Abschluss der allgemeinen Vertreibungsmaßnahmen die ehemals unter fremder Verwaltung stehenden deutschen Ostgebiete, Danzig, Estland, Lettland, Litauen, die Sowjetunion, Polen, die Tschechoslowakei, Ungarn, Rumänien, Bulgarien, Jugoslawien oder Albanien verlassen hat oder verlässt, es sei denn, dass er erst nach dem 8. Mai 1945 einen Wohnsitz in diesen Gebieten begründet hat (Aussiedler),
  - ohne einen Wohnsitz gehabt zu haben, sein Gewerbe oder seinen Beruf ständig in den genannten Gebieten ausgeübt hat und diese Tätigkeit infolge Vertreibung aufgeben musste.
- Als Vertriebener gilt auch, wer, ohne selbst deutscher Staatsangehöriger oder deutscher Volkszugehöriger zu sein, als Ehegatte eines Vertriebenen seinen Wohnsitz in den genannten Gebieten verloren hat.

Nach Ansicht der Historiker Eva Hahn und Hans Henning Hahn wird die Berechnung, wie viele Deutsche nach dem Zweiten Weltkrieg tatsächlich aus Mittel- und Osteuropa vertrieben wurden, dadurch erschwert, dass die Spätaussiedler, die erst nach Abschluss der Zwangsmigrationen freiwillig nach Deutschland kamen, nach dem Bundesvertriebenengesetz ebenfalls als „Vertriebene“ gelten.